# Roosevelt Skerrit
Roosevelt Skerrit (nascido a 8 de junho de 1972, em Roseau, Dominica) é um político dominiquense, atual primeiro-ministro da Dominica desde 2004. É, desde 2000, membro do Parlamento da Dominica pelo círculo eleitoral de Vieille Case. Regionalmente, é também o presidente da Organização dos Estados das Caraíbas Orientais (OECO) e, desde janeiro de 2010, da Comunidade das Caraíbas (CARICOM).
Roosevelt Skerrit tornou-se primeiro-ministro após a morte de Pierre Charles em agosto de 2004. Nessa altura, Skerrit era membro do Parlamento pelo círculo eleitoral de Vieille Case, posição que ocupava desde a sua eleição em fevereiro de 2000. Adicionalmente ao seu cargo de primeiro-ministro, é também Ministro das Finanças, Ministro dos Negócios Estrangeiros e líder político do Partido Trabalhista da Dominica.
Após ter tomado posse, Skerrit tornou-se o mais jovem chefe de governo do mundo, ultrapassando Joseph Kabila da República Democrática do Congo. Com a vitória do seu partido nas eleições gerais dominiquenses de 2005, Skerrit tornou-se o primeiro líder nacional democraticamente eleito nascido na década de 1970. Até 3 de outubro de 2010, Skerrit continuava a ser o mais novo chefe de governo do Hemisfério Ocidental e o terceiro mais novo do mundo, atrás de Andry Rajoelina de Madagáscar e de Igor Lukšić do Montenegro.